# Ричленд (округ, Висконсин)
Округ Ричленд (англ. Richland County) располагается в штате Висконсин, США. Официально образован в 1842 году. По состоянию на 2010 год, численность населения составляла 18 021 человека.

## География
По данным Бюро переписи США, общая площадь округа равняется 1525,512 км2, из которых 1517,742 км2 суша и 3,100 км2 или 0,500 % это водоёмы.

## Население
По данным переписи населения 2000 года в округе проживает 17 924 жителей в составе 7 118 домашних хозяйств и 4 833 семей. Плотность населения составляет 12,00 человек на км2. На территории округа насчитывается 8 164 жилых строений, при плотности застройки около 5,00-ти строений на км2. Расовый состав населения: белые — 98,39 %, афроамериканцы — 0,15 %, коренные американцы (индейцы) — 0,26 %, азиаты — 0,21 %, гавайцы — 0,03 %, представители других рас — 0,28 %, представители двух или более рас — 0,68 %. Испаноязычные составляли 0,93 % населения независимо от расы.
В составе 30,50 % из общего числа домашних хозяйств проживают дети в возрасте до 18 лет, 56,30 % домашних хозяйств представляют собой супружеские пары проживающие вместе, 7,70 % домашних хозяйств представляют собой одиноких женщин без супруга, 32,10 % домашних хозяйств не имеют отношения к семьям, 27,20 % домашних хозяйств состоят из одного человека, 13,40 % домашних хозяйств состоят из престарелых (65 лет и старше), проживающих в одиночестве. Средний размер домашнего хозяйства составляет 2,48 человека, и средний размер семьи 3,01 человека.
Возрастной состав округа: 25,20 % моложе 18 лет, 8,40 % от 18 до 24, 25,50 % от 25 до 44, 23,70 % от 45 до 64 и 23,70 % от 65 и старше. Средний возраст жителя округа 39 лет. На каждые 100 женщин приходится 98,20 мужчин. На каждые 100 женщин старше 18 лет приходится 94,90 мужчин.